# 理外の理
『理外の理』（りがいのり）は、松本清張の短編小説。『小説新潮』1972年9月号に掲載され、1973年7月に短編集『巨人の磯』収録の1作として、新潮社より刊行された。

## あらすじ
看板雑誌「Jー」の売れ行き低下を挽回するため、R社は腕利きの新編集長山根を招聘、山根は従来の常連執筆者の入れかえを厳命し、須貝玄堂も対象の一人となった。玄堂は何とかして自分の原稿を従前通りに採用してもらえないかと、担当編集者だった細井を訪ね、何度も原稿を持ち込む。
玄堂の十二回目の原稿は、江戸麹町・喰違門内に現われた首縊りを命令する縊鬼の話と、使い捨てられた見世物人形の恨みの霊の話であった。細井から原稿を見せられた山根は、玄堂の名前を誌面に載せることを拒否するも、編集部内で玄堂の「縊鬼」の原稿は話題になった。こういうことは現実にあるのだろうか。
次に訪れた玄堂は、案外に淡々と「所詮はこれも時代の流れ」と詫び、ほっとした細井に、玄堂は「「縊鬼」の条件通りに実験してみませんか？」と提案する。「世の中に「縊鬼」の話のような理外の理があることがわかりますよ」。編集長の山根は、それなら俺が行ってみようと、指定の喰違見附で玄堂と対面する。

## エピソード
- 作中で言及される「弥平太という飲むと酒癖の悪い藩士」の逸話について、著者は「これは現代にも通じる話である。過去の栄光に実力の低下が蔽われ、錯覚されている人少なからず、か」と記している[1]。
- 小説家の北村薫は「江戸の巷説と現代の殺人事件が地続きになる」「見立て殺人」を清張がやるとこうなると述べ「円熟の息に達した短編」と評している[2]。